# میخائیل یاکوفلف
میخائیل یاکوفلف (روسی: Михаил Васильевич Яковлев؛ ۱۲ ژوئیه ۱۸۹۳ – ۱۹۴۲) بازیکن فوتبال اهل روسیه بود.
وی همچنین در تیم ملی فوتبال امپراتوری روسیه بازی کرده‌است.